# Benton (Louisiana)
Benton és una població dels Estats Units a l'estat de Louisiana. Segons el cens del 2000 tenia 2.035 habitants.

## Demografia
Segons el cens del 2000, Benton tenia 2.035 habitants, 749 habitatges, i 518 famílies. La densitat de població era de 409,2 habitants/km².
Dels 749 habitatges en un 37,1% hi vivien nens de menys de 18 anys, en un 41,8% hi vivien parelles casades, en un 23,8% dones solteres, i en un 30,8% no eren unitats familiars. En el 27,8% dels habitatges hi vivien persones soles el 12,6% de les quals corresponia a persones de 65 anys o més que vivien soles. El nombre mitjà de persones vivint en cada habitatge era de 2,56 i el nombre mitjà de persones que vivien en cada família era de 3,13.
Per edats la població es repartia de la següent manera: un 28,5% tenia menys de 18 anys, un 10,2% entre 18 i 24, un 29,5% entre 25 i 44, un 20,3% de 45 a 60 i un 11,5% 65 anys o més.
L'edat mediana era de 34 anys. Per cada 100 dones de 18 o més anys hi havia 86,8 homes.
La renda mediana per habitatge era de 25.708 $ i la renda mediana per família de 31.953 $. Els homes tenien una renda mediana de 29.423 $ mentre que les dones 18.472 $. La renda per capita de la població era de 12.289 $. Entorn del 20% de les famílies i el 24,2% de la població estaven per davall del llindar de pobresa.

## Poblacions més properes
El següent diagrama mostra les poblacions més properes.